# Avoca, Victoria
Avoca är en ort i Australien. Den ligger i kommunen Pyrenees och delstaten Victoria, omkring 150 kilometer nordväst om delstatshuvudstaden Melbourne. Avoca ligger 239 meter över havet och antalet invånare är 951.
Runt Avoca är det mycket glesbefolkat, med 2 invånare per kvadratkilometer.. Avoca är det största samhället i trakten.
I omgivningarna runt Avoca växer huvudsakligen savannskog. Genomsnittlig årsnederbörd är 690 millimeter. Den regnigaste månaden är juli, med i genomsnitt 87 mm nederbörd, och den torraste är januari, med 20 mm nederbörd.